# El Bosque Universidade

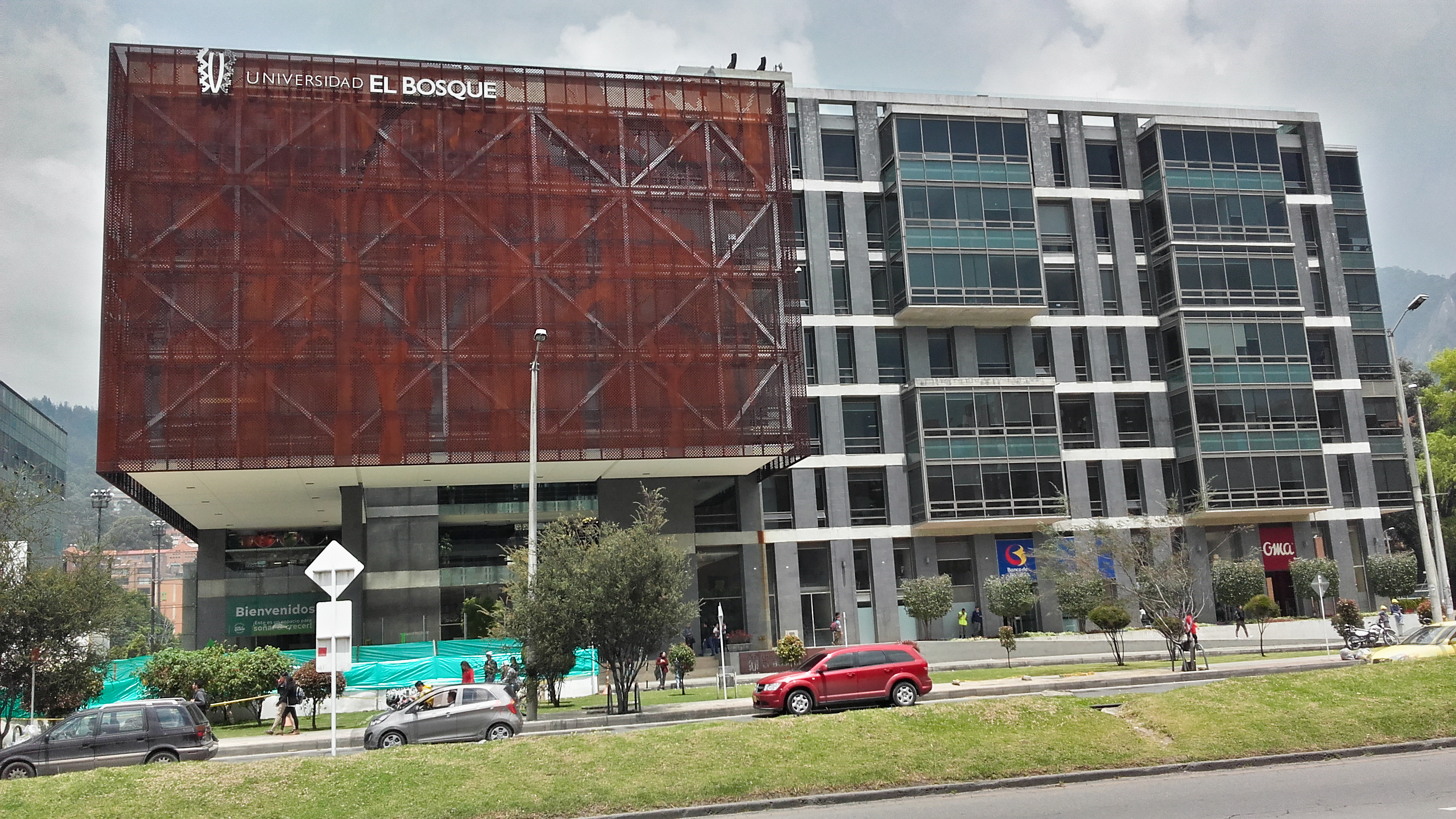
El Bosque Universidade

A Universidad El Bosque é uma universidade colombiana privada fundada em 1977, sujeita a inspeção e vigilância pela Lei 1740 de 2014 e Lei 30 de 1992 do Ministério da Educação da Colômbia.